# Rancho Nuevo, Matías Romero Avendaño
Rancho Nuevo är en ort i Mexiko.   Den ligger i kommunen Matías Romero Avendaño och delstaten Oaxaca, i den sydöstra delen av landet, 500 km sydost om huvudstaden Mexico City. Rancho Nuevo ligger 241 meter över havet och antalet invånare är 143.
Terrängen runt Rancho Nuevo är varierad. Rancho Nuevo ligger uppe på en höjd. Runt Rancho Nuevo är det glesbefolkat, med 18 invånare per kvadratkilometer. Närmaste större samhälle är Matías Romero, 10,3 km väster om Rancho Nuevo. I omgivningarna runt Rancho Nuevo växer i huvudsak städsegrön lövskog.